# Operation Carpetbagger
Operation Carpetbagger war während des Zweiten Weltkriegs ein Oberbegriff für luftgestützte Nachschubmaßnahmen (Waffen und anderes Material) der US-Streitkräfte für den Widerstand in Frankreich, Italien und den Benelux-Staaten. Die Operation begann am 4. Januar 1944.
Seit der Aufstellung der Gruppe hatte man bis zum Ende des Krieges im Mai 1945 in Zusammenarbeit mit der Special Operations Executive und später den Special Forces Headquarters (SFHQ) in London Fallschirmagenten und Güter für den Widerstand in Frankreich, Benelux, Dänemark und Norwegen abgeworfen.

## Geschichte
Ende 1943 wurde die 22nd Anti-Submarine Squadron (Anti-U-Boot-Staffel) der 8th Air Force auf dem Stützpunkt RAF Alconbury in Großbritannien aufgelöst und deren Flugzeuge in die neu formierte 36th und 406th Bomb Squadron eingegliedert. Diese beiden Staffeln wurden Anfang 1944 nach einigem Hin und Her unter die Leitung der 801st Bombardment Group (Provisional) gestellt, und die ersten Carpetbagger-Einsätze wurden unter dem Kommando von General William „Wild Bill“ Donovans Office of Strategic Services (OSS) (deutsch: Amt für strategische Dienste) ausgeführt.
Im April 1944 verlegten die Staffeln auf die Basis RAF Harrington (Station 179), einen abgelegeneren und damit sichereren Stützpunkt. Einen Monat später, in Erwartung der Invasion Europas, wurde die Einheit, um die Kapazität zu erhöhen und dem RAF Bomber Command Arbeit abzunehmen, um die 788th und das 850th Bomb Squadron auf vier Staffeln aufgestockt.
Im August 1944 wurde der provisorische Status der Gruppe abgelegt und man übernahm die Männer und die Bezeichnung der 492d Bombardment Group der Basis RAF North Pickenham, blieb aber an seinem Standort. Die Staffeln erhielten nun die Namen 856th, 857th, 858th, 859th Bomb Squadron. Als Spitzname wurde der bereits im Operationsnamen anzutreffende Begriff Carpetbaggers verwendet.
Während einer Unterbrechung der Operationen, die von Mitte September bis zum Ende des Jahres 1944 dauerte, führte die Gruppe für zwei Wochen den Transport von Treibstoff über den Seeweg zu Depots auf dem europäischen Festland aus, um die vorrückenden alliierten Streitkräfte zu versorgen. Danach gingen drei Staffeln ins Training für Nachtangriffe, während die 856th mit der Rückführung alliierter Luftwaffenangehöriger, die entweder der Gefangenschaft entgangen waren oder aus der Schweiz aufgrund der Änderung der Internierungsregularien im Alpenstaat ausreisen durften, beschäftigt war. Diese Aufgabe wurde durch den Einsatz von Douglas DC-3-Maschinen bewältigt, die der Gruppe im vorhergegangenen Sommer zugeteilt worden waren.
Im Dezember 1944 wurde die 859. Staffel zur 15th Air Force auf den Kriegsschauplatz im Mittelmeerraum nach Brindisi, Italien verlegt, wo sie bei der 2641st Special Operations Group zum Einsatz kam. Die 856. Staffel nahm nach Beendigung der Rückführungsmaßnahmen wieder Carpetbagger-Missionen auf, allerdings aufgrund des schlechten Wetters im Frühjahr 1945 nur in begrenztem Rahmen, während die beiden verbleibenden Staffeln (857. und 858.) von Dezember 1944 bis März 1945 an Bombardements aus mittlerer Höhe teilnahmen.
Die Carpetbagger-Operationen wurden im Frühjahr 1945 fortgesetzt, wenn auch nicht mehr in demselben Maße wie im Vorjahr. Die 857. Staffel wurde Ende März von der Gruppe getrennt und zur 91st Bombardment Group auf der Basis RAF Bassingbourn verlegt, während die 856. und 858. Staffel eine geringe Anzahl von Agenten und Sabotageteams in die Niederlande, nach Dänemark, Norwegen und Deutschland brachte. Im April 1945 wurden die Operationen in Harrington weitestgehend eingestellt, bis auf einige OSS-Spezialmissionen wie die Rückführung ausländischer Würdenträger in ihre ehemals besetzten Heimatländer. Anfang Juli 1945 wurde die Gruppe zurück in die Vereinigten Staaten verlegt.

## Operationen

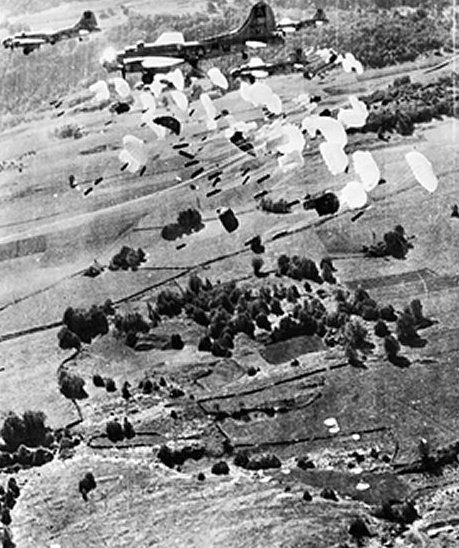
Abwurf von Nachschubgütern für die Résistance, 1944

Die für die Einsätze verwendeten B-24-Bomber wurden durch Entfernung einiger Maschinengewehrkuppeln und für die Missionen unnütze Ausrüstungsgegenstände (wie der Sauerstoffausrüstung) modifiziert, um möglichst viel Gewicht zu sparen und mehr Ladevolumen und höhere Geschwindigkeit zu erreichen. Die Heckgeschütze wurden als Schutz vor Nachtjägern behalten.
Agenten und Warenkisten wurden durch die Lücke, die die Entfernung der Bauchkuppel hinterließ, per Fallschirm abgeworfen. Zusätzlich wurden Warencontainer entwickelt, die über die Bombenschächte der Flugzeuge abgeworfen werden konnten. Die Abwurfpunkte wurden präzise bestimmt und machten somit eine exakte Navigation der Piloten unerlässlich.
Alle Flüge wurden bei mondheller Nacht getätigt, sodass die Piloten Flüsse, Seen, Eisenbahnlinien oder Ortschaften als Orientierungspunkte verwenden konnten. Der Pilot hatte ebenso wie der Copilot und der Bombenschütze Karten zur Bestimmung der Ziele, während der Navigator durch Koppelnavigation die Position zu ermitteln versuchte und mit den anderen Besatzungsmitgliedern in Funkkontakt stand.
Jeder Flug war individuell, der Navigator wählte seine Route in Abstimmung mit dem Piloten. Auf Flügen zu Zielen in Frankreich überquerte das Flugzeug die Küste in einer Höhe von etwa 6.000 Fuß, um feindlichen Flakfeuer zu entgehen. Über dem Land wurde die Höhe auf ca. 500 Fuß reduziert, um Nachtjägern aus dem Weg zu gehen und um zu jeder Zeit eine bestmögliche Orientierung zu erreichen. Die begrenzte Sichtweite in größerer Höhe würde dies schwieriger bis unmöglich machen. Die Abwürfe wurden aus der geringen Höhe von 400 bis 500 Fuß (Ermessensspielraum des Piloten) getätigt und erreichten so ein hohes Maß an Effektivität.
Als man nur noch wenige Minuten von der Abwurfzone entfernt war, begannen die Besatzungen der Flugzeuge nach den Punkten Ausschau zu halten. Normalerweise wurden diese durch drei in Reihe aufgestellten und einem im 90°-Winkel dazu angeordneten Scheinwerfer, der die Abwurfrichtung anzeigte, gekennzeichnet. Im Anflug auf das Ziel musste das Flugzeug seine Geschwindigkeit auf ungefähr 200 km/h senken und konnte dann seine Ladung abwerfen. Die Agenten stiegen zuerst aus, dann folgte die Fracht. In manchen Fällen wurden mehrere Abwürfe in isolierten Zonen in verschiedenen Intervallen durchgeführt. Leuchtfeuer dienten hierbei anstatt der Scheinwerfer als Orientierung. In seltenen Fällen wurde auch Funkkontakt zwischen Flugzeug und Boden hergestellt, welcher von großer Bedeutung war, da die Navigation weiter präzisiert werden konnte.
Heutzutage wird die Gruppe allgemein als Vorgänger des Air Force Special Operations Command angesehen.